# Sabor islamske zajednice
Sabor Islamske zajednice je najviši predstavnički i zakonodavni organ islamske zajednice.

## Nadležnosti
Sabor donosi Ustav i druge propise kojima se uređuje organizacija i djelovanje organa i ustanova islamske zajednice, donosi propise o upotrebi bajraka i simbola Islamske zajednice, daje smjernice za rad organa i ustanova i za upravljanje imovinom islamske zajednice.
Također, nadležan je za donošenje proračuna i usvajanje završnog računa rijaseta islamske zajednice, osnivanje ustanova i fondova, kao i odobravanje osnivanja poduzeća i udruženja u islamskoj zajednici.

## Vanjske poveznice
- Mrežna prezentacija islamske zajednice u Republici Hrvatskoj